# Franco Carraro
Franco Carraro (ur. 6 grudnia 1939 w Padwie) – włoski przedsiębiorca, działacz sportowy i polityk, prezes Włoskiego Narodowego Komitetu Olimpijskiego (CONI), Federazione Italiana Giuoco Calcio (FIGC) i A.C. Milan, a także minister, parlamentarzysta i od 1989 do 1993 burmistrz Rzymu.

## Życiorys
Z wykształcenia ekonomista. Zajmował się prowadzeniem działalności gospodarczej w przemyśle tekstylnym i w branży nieruchomości. W młodości trenował narciarstwo wodne, wywalczył m.in. kilka tytułów mistrza Europy (dwa indywidualnie i trzy drużynowo) oraz brązowy medal mistrzostw świata w tej dyscyplinie.
Wieloletni działacz sportowy. Kierował włoską federacją narciarstwa wodnego (1962–1976). W latach 1966–1967 był wiceprezesem, a następnie do 1971 prezesem klubu piłkarskiego A.C. Milan. Pełnił różne funkcje w strukturach FIFA i UEFA, m.in. wchodził w skład komitetów organizacyjnych mistrzostwa świata i kontynentu. Był głównym doradcą (1968–1972) i wiceprezesem (1973–1976) włoskiego związku piłki nożnej FIGC. Trzykrotnie kierował tą organizacją – w latach 1976–1978 i 2001–2006 jako prezes, zaś od 1986 do 1987 jako komisarz. Ostatnią kadencję w 2006 zakończył rezygnacją, która miała miejsce po ujawnieniu skandalu z ustawianiem meczów we włoskiej ekstraklasie (tzw. afera Calciopoli). W latach 1973–1976 i 1997–2001 stał na czele Lega Nazionale Professionisti, włoskiej zawodowej ligi piłkarskiej (obejmującej Serie A i Serie B).
Był wiceprezesem Włoskiego Narodowego Komitetu Olimpijskiego (1977), a w latach 1978–1987 zajmował stanowisko prezesa tej organizacji. Od 1980 do 1987 kierował Europejskim Komitetem Olimpijskim. Od 1982 związany z Międzynarodowym Komitetem Olimpijskim. Został również prezesem fundacji Fondation Giulio Onesti.
Pełnił jednocześnie funkcje menedżerskie, m.in. od 1981 do 1987 był wiceprezesem przewoźnika lotniczego Alitalia. Wchodził w skład rad dyrektorów instytucji sektora turystycznego i bankowego. Związany z Włoską Partią Socjalistyczną, z jej rekomendacji od lipca 1987 do lutego 1990 sprawował urząd ministra turystyki. Od grudnia 1989 do kwietnia 1993 zajmował natomiast stanowisko burmistrza Rzymu. Później powrócił do biznesu, m.in. od 1994 kierował koncernem przemysłowym Impregilo. W 2013 ponownie zajął się działalnością polityczną. Z ramienia Ludu Wolności wszedł w skład Senatu XVII kadencji. Dołączył następnie do powstałej na bazie PdL partii Forza Italia.
Odznaczony Kawalerią Krzyża Wielkiego Orderu Zasługi Republiki Włoskiej (1980).